# Người Tạng

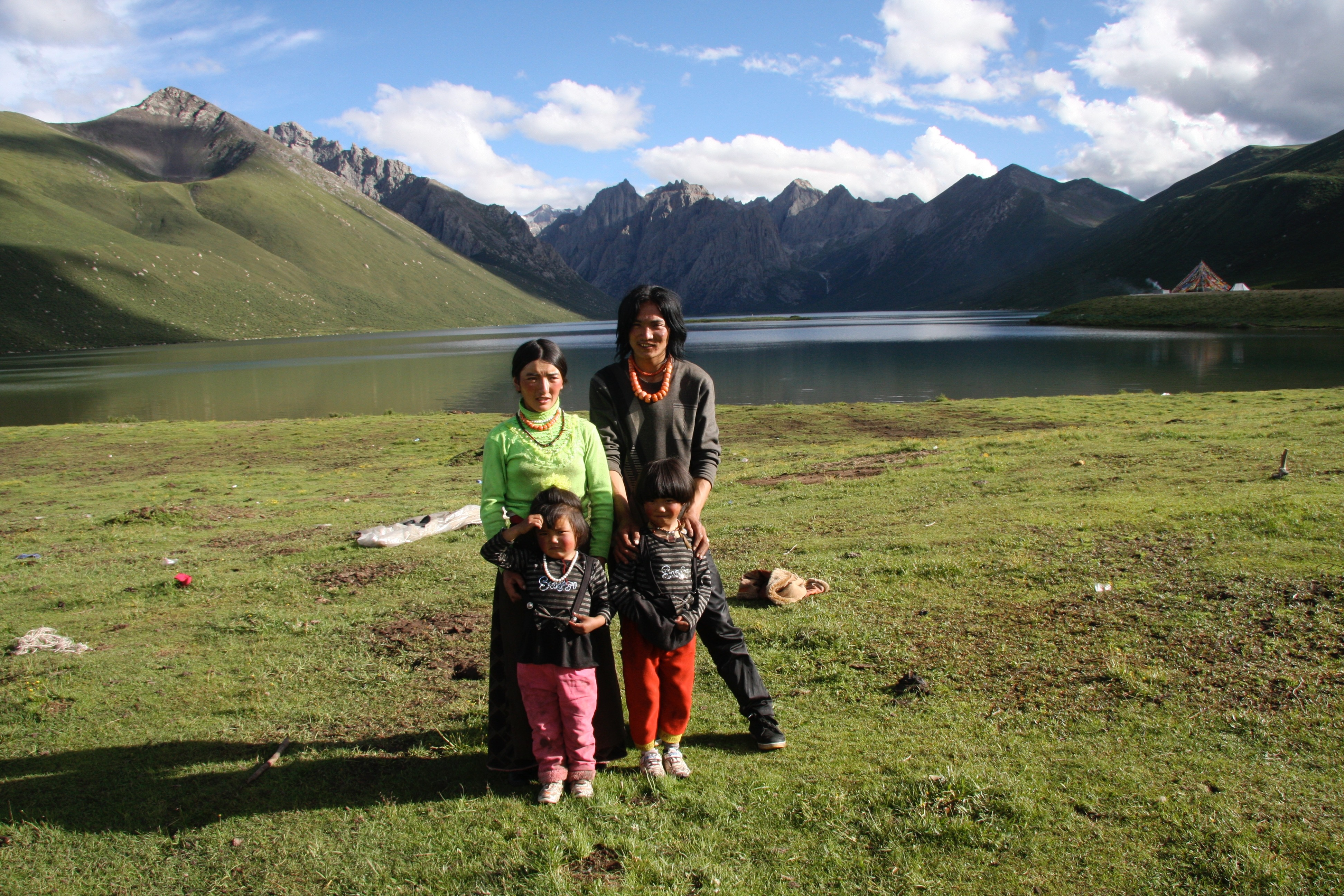
Người Tạng

Người Tạng hay người Tây Tạng (chữ Tạng: བོད་པ།་; Wylie: Bodpa; tiếng Trung: 藏族; bính âm: Zàng Zú; Hán Việt: Tạng tộc) là một dân tộc bản địa tại Tây Tạng, vùng đất mà ngày nay hầu hết thuộc chủ quyền của Cộng hòa Nhân dân Trung Hoa. Tổng dân số người Tạng là 5,4 triệu và họ là dân tộc đông thứ 10 trong tổng số 56 dân tộc được công nhận tại Cộng hòa Nhân dân Trung Hoa. Một số cộng đồng Tây Tạng hiện cũng đang sinh sống tại Ấn Độ, Nepal và Bhutan.
Người Tạng sử dụng các ngôn ngữ Tạng, gồm nhiều ngôn ngữ không hiểu lẫn nhau. Theo cổ truyền, hay các thần thoại của mình thì người Tạng tự coi họ là hậu duệ của khỉ Pha Trelgen Changchup Sempa và ác quỷ đá Ma Drag Sinmo. Hầu hết người Tạng theo Phật giáo Tây Tạng, mặc dù một số người chịu ảnh hưởng của Bön và Hồi giáo. Phật giáo Tạng có ảnh hưởng mạnh lên nghệ thuật, ca kịch, và kiến trúc Tây Tạng trong khi khí hậu khắc nhiệt của nơi đây đã tạo ra một ngành Tạng dược và nghệ thuật nấu ăn Tây Tạng.

## Nhân khẩu
Năm 2008, có 5,4 triệu người Tạng sống tại Trung Quốc. Theo SIL Ethnologue bản năm 2009 thì có 189.000 người nói ngôn ngữ Tạng sinh sống tại Ấn Độ, 5.280 tại Nepal, và 4.800 tại Bhutan. The Chính quyền lưu vong Tây Tạng (CTA) đưa ra con số 145.150 người Tạng sống ngoài Tây Tạng: ít hơn 100.000 tại Ấn Độ; tại Nepal là trên 16.000; trên 1.800 tại Bhutan và trên 25.000 ở những nơi khác trên thế giới. Các cộng đồng Tạng hiện diện tại Hoa Kỳ, Canada, Anh Quốc, Thụy Sĩ, Na Uy, Pháp, Ý, Đài Loan, Úc, México và Costa Rica.
Việc so sánh con số hiện tại với lịch sử Tây Tạng là một yêu cầu khó khăn. Chính phủ lưu vong Tây Tạng cho rằng con số 5.400.000 là một sự suy giảm từ 6,3 triệu vào năm 1959 trong khi chính phủ Trung Quốc tuyên bố rằng đây là một sự gia tăng so với con số 2,7 triệu năm 1954. Tuy nhiên, vấn đề phụ thuộc vào định nghĩa và phạm vị " Tây Tạng "; vùng tuyên bố chủ quyền của Chính phủ lưu vong Tây Tạng rộng hơn và của Trung Quốc thì nhỏ hơn và chỉ giới hạn trong Khu tự trị Tây Tạng. Ngoài ra, chính quyền Tây Tạng đã không có một cuộc điều tra dân số chính thức trên lãnh thổ của mình trong những năm 1950. những con số được đưa ra bởi chính quyền vào thời điểm đó là "dựa trên thông tin phỏng đoán". Sự tăng trưởng dân số Tây Tạng được các quan chức Trung Quốc giải thích là do liên quan đến cải thiện chất lượng sức khỏe và lối sống của người Tây Tạng nói chung từ Hiệp nghị về Biện pháp giải phóng hòa bình Tây Tạng giữa Chính phủ Nhân dân Trung ương và Chính phủ địa phương Tây Tạng.

## Ngôn ngữ
Tiếng Tạng bao gồm nhiều phương ngữ. Vùng Kham (tức Thanh Hải ngày nay) có một số phương ngữ có thể không hiểu lẫn nhau với các phương ngữ tại vùng Amdo và tiếng Tây Tạng chuẩn (phương ngữ Lhasa).

### Di truyền học

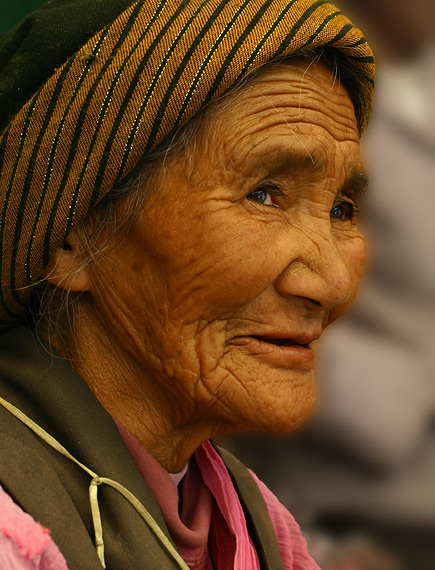
Một phụ nứ lớn tuổi người Tạng.

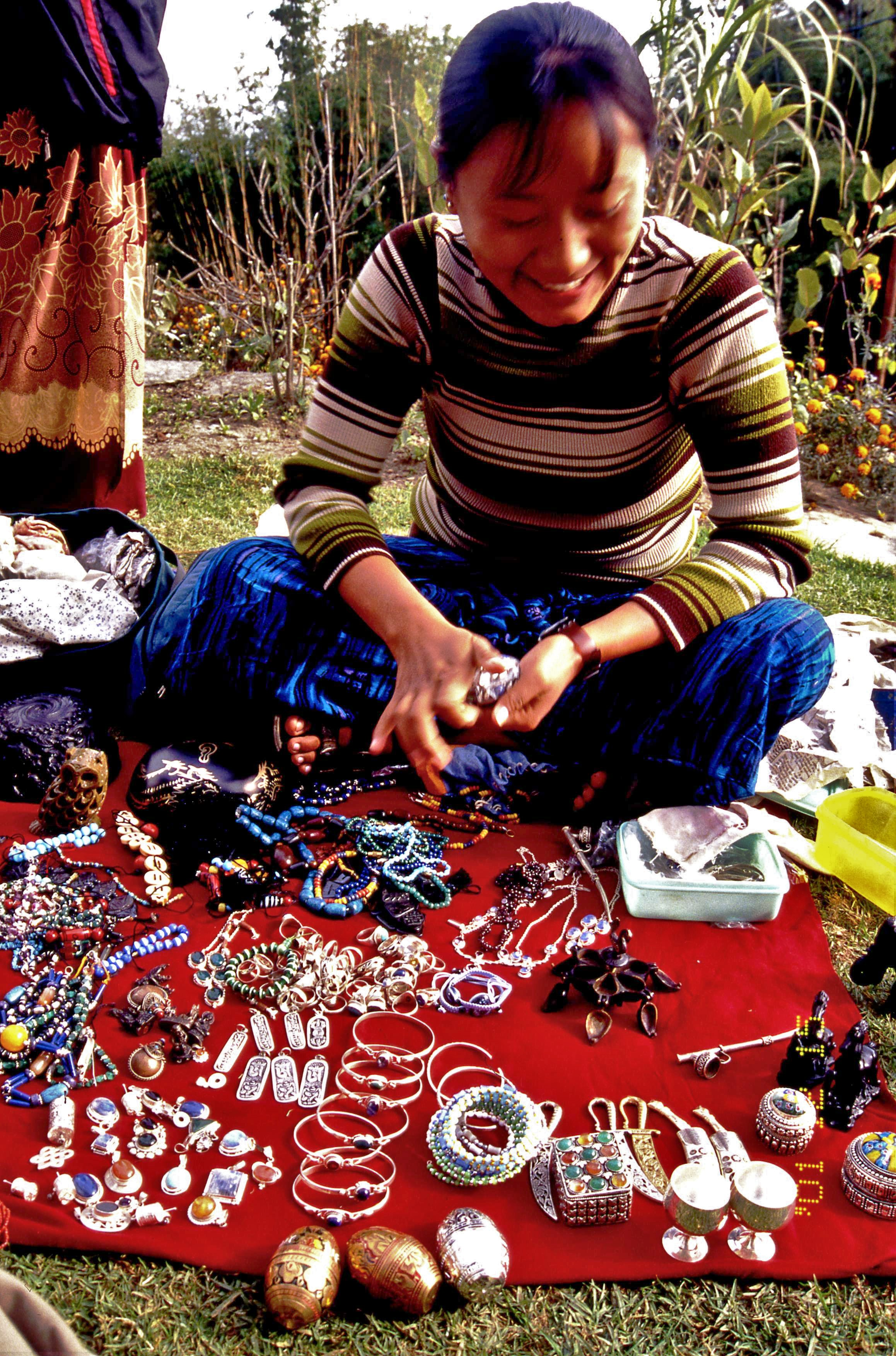
Một người Tạng bán hàng rong tại Nepal

## Tôn giáo

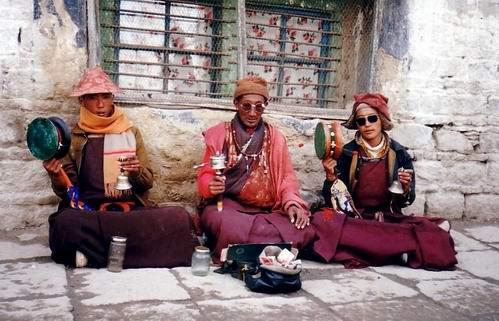
Ba thầy tu đang tụng kinh tại Lhasa, 1993.

## Văn hóa

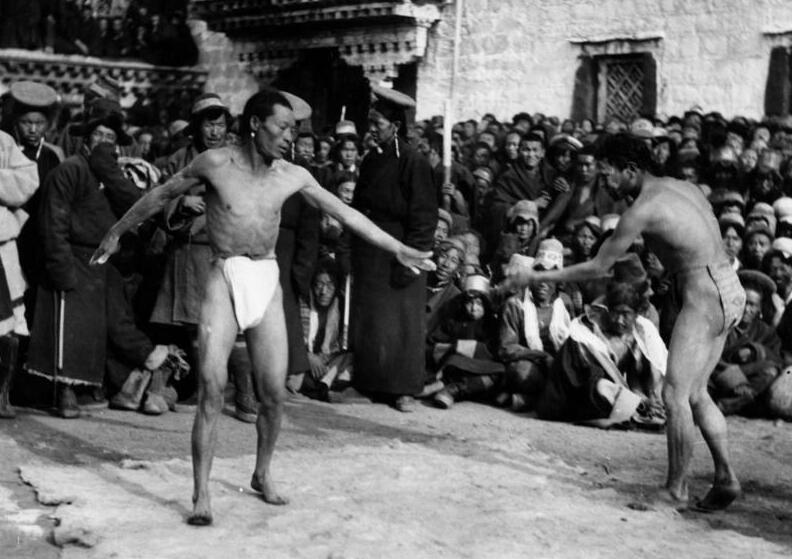
Các đô vật người Tạng năm 1938

### Kiến trúc

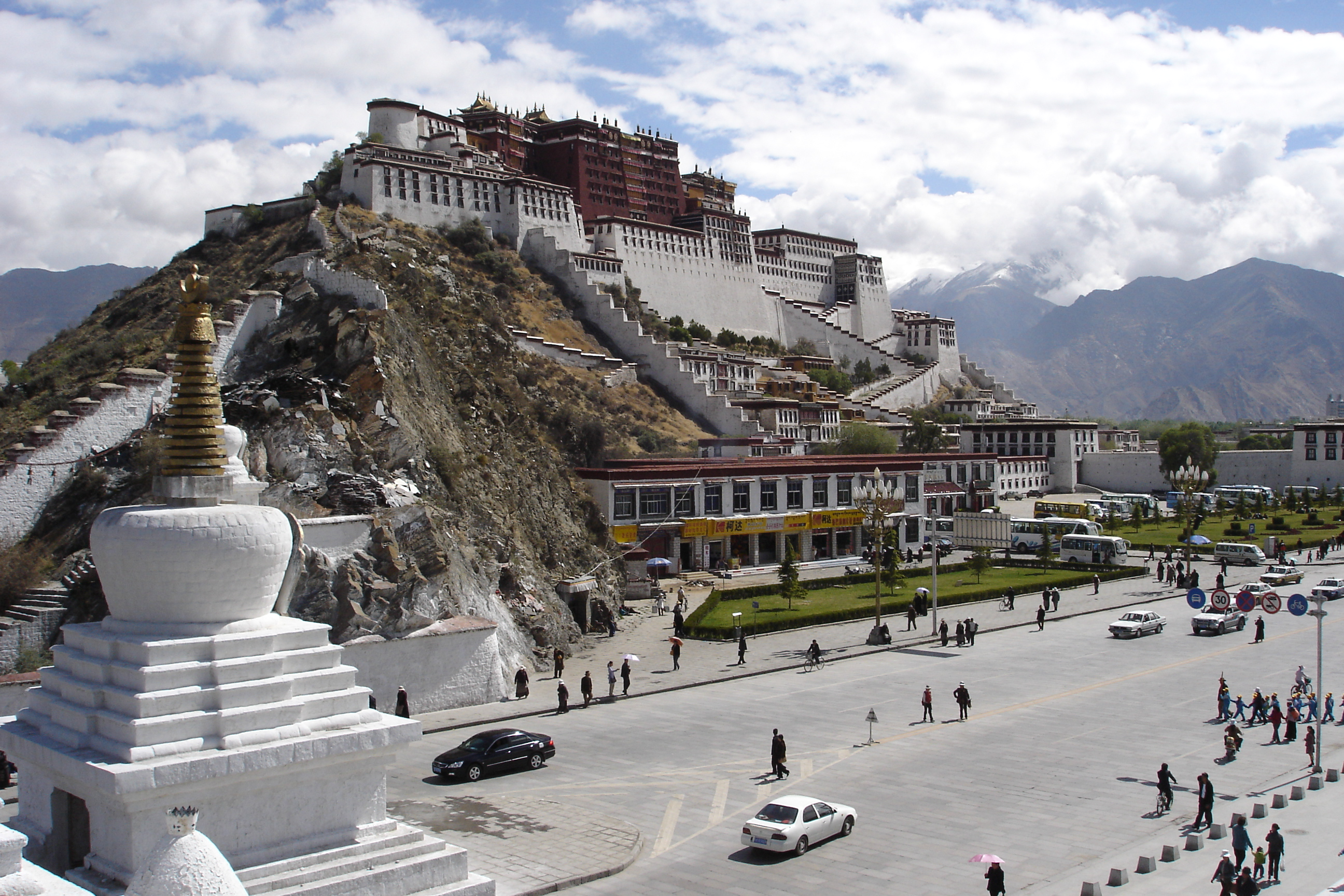
Cung điện Potala

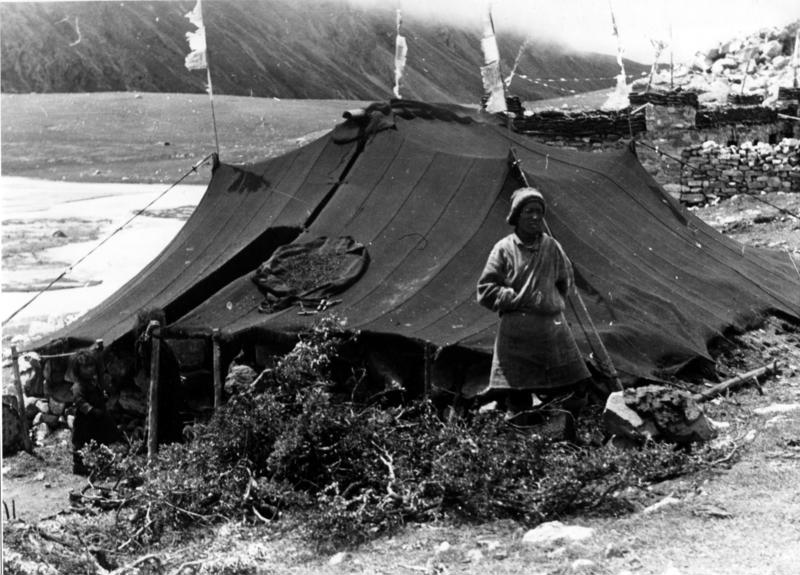
Dân du cư Tạng nomad và lều năm 1938.

### Ẩm thực

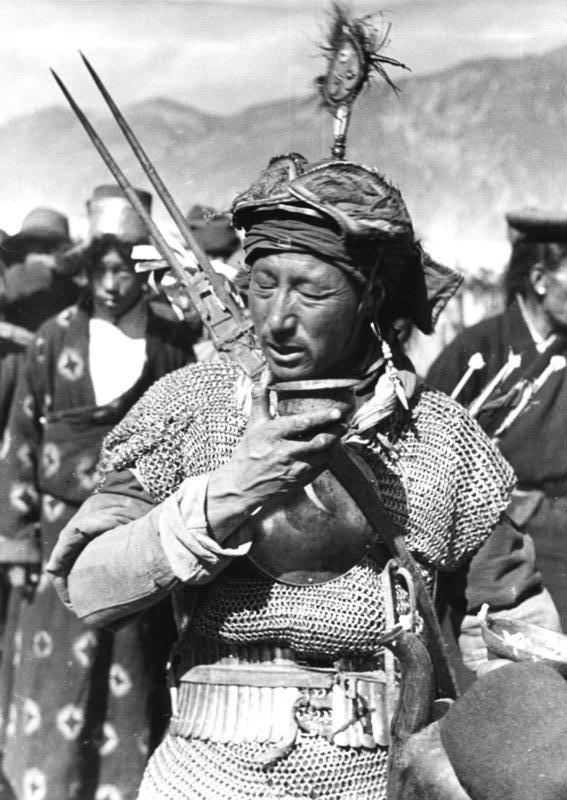
Chiến binh người Tạng mặc áo giáp

## Sự thích nghi cơ thể với độ cao lớn

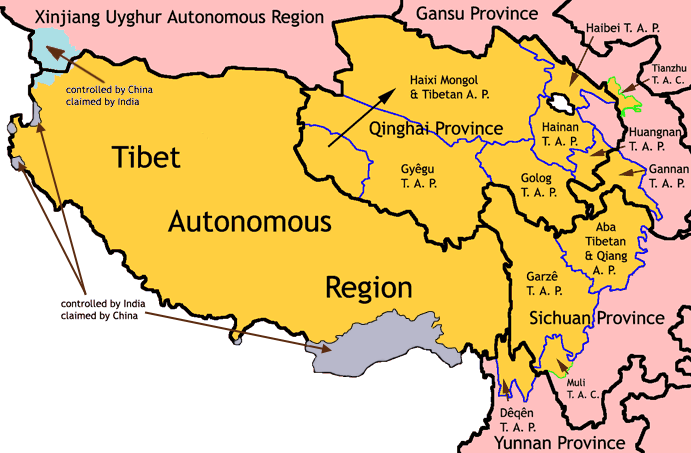
Các khu vực tập trung người Tạng tại Trung Quốc

Công trình Thời kỳ đồ đá cũ Tây Tạng đang nghiên cứu sự xâm chiếm của thời kỳ Đồ đá tại cao nguyên, hy vọng sẽ hiểu sâu hơn về khả năng thích ứng của con người nói chung và các kế hoạch trồng trọt của người Tạng khi họ học được cách tồn tại trong môi trường khắc nghiệt. Khả năng chuyển hóa của người Tạng hoạt động bình thường trong điều kiện không khí thiếu oxy ở độ cao lớn - vốn thường xuyên trên 4.400 mét (14.400 ft), đã thường xuyên khiến các nhà quan sát bối rối. Nghiên cứu gần đây cho thấy rằng, mặc dù người Tạng sống ở độ cao lớn trong môi trường sinh sống nhưng không hề có nhiều oxy trong máu của họ hơn những người khác, họ có nhiều hơn gấp 10 lần lượng Mônôxít nitơ vàoxit nitric và gấp đôi về lưu lượng máu ở cẳng tay so vơi những người cư ngụ ở vùng thấp. Mônôxít nitơ làm giãn nở mạch máu cho phép máu chảy tự do hơn đến tứ chi và hỗ trợ phân phối oxy đến các mô. Những gì chưa được biết đến là liệu nồng độ cao của mônôxít nitơ là do một đột biến di truyền hay những người đến từ những nơi có độ cao thấp hơn sẽ dần dần thích ứng như vậy sau khi sống trong một thời gian dài ở độ cao lớn.